# История Ялты
История города Ялты начинается в VI—V веках до н. э., когда согласно археологическим данным на территории будущего города находились поселения древних тавров. Впервые населённый пункт под именем Ялта был создан греками, в дальнейшем здесь жили византийцы и генуэзцы. После турецкого завоевания Ялта входила в состав Крымского ханства. Статус города Ялта получила в 1838 году в составе Российской империи. С этого момента она быстро росла и превратилась в модный курорт.

## До XIX века
На окраине города и на Поликуровском холме, а также на горе Кошка, близ Симеиза, мысе Ай-Тодор, Аю-даге и в других местах археологи нашли остатки поселений тавров. При раскопках были найдены так называемые «каменные ящики» и святилища древних тавров, отнесённые VI—V векам до н. э. Древнегреческие, а впоследствии римские авторы писали о том, что тавры слыли жестокими пиратами. По сообщению Геродота, тавры поклонялись богине Деве, приносили ей в жертву эллинов, потерпевших кораблекрушение, и других иностранцев, захваченных в море. Дева, верховное женское божество, считалась покровительницей плодородия и охоты и была близка греческой Артемиде. Помимо пиратства тавры занимались рыболовством, мотыжным земледелием, охотой и отгонным скотоводством, ведя полуосёдлый образ жизни. Каждое племя кочевало в пределах какой-то определённой территории, где находилось принадлежавшее ему кладбище. В южнобережную, наиболее многочисленную группу таврских могильников, расположенную между Алуштой и Балаклавой, входит более двадцати памятников.
По легенде собственно Ялта была основана греческими мореплавателями, которые долго плутали в поисках берега, и когда, наконец, увидели берег (ялос), то решили так и назвать основанное на месте высадки поселение. Во второй половине XIII века на этих берегах поселились купцы Венеции, но их вскоре вытеснили генуэзцы, которые основали по всему побережью торговые порты и укрепляли их крепостями (Капитанство Готия). У водопада Учан-Су сохранились развалины средневековой крепости XII—XV веков. Позже Ялта входила во владения Византийской империи, княжества Феодоро и был известен под именами Ялита и Джалита. В отличие от Алушты и Гурзуфа, Ялта никогда не была крепостью или важным военным опорным пунктом. В документах и на картах XIV века Ялта именуется Ялитой, Каллитой, Гиалитой и Эталитой.
Летом 1475 года турки, захватившие территории бывшей Византийской империи, высадили большой десант в Крыму и Приазовье, захватив все генуэзские крепости (в том числе Тану на Дону) и греческие города. В июле 1475 года Мангуп был осаждён турками-османами. Ворвавшись в город, турки уничтожили почти всех жителей, разграбили и сожгли Мангуп. На землях княжества (и также завоёванных генуэзских колоний капитанства Готия) создан турецкий Мангупский кадылык (округ), в состав которого вошла и Ялта. В 1478 году Крымское ханство, заявлявшее свои права на ЮБК стало протекторатом Османской империи.
Во второй половине XV века Ялта была разрушена землетрясением. Только 70 лет спустя эту местность вновь заселили греки и армяне. Скорее всего, с той поры за поселением и закрепилось современное название.
При османах в окрестностях Ялты (местечко Тузлер) существовал крупный невольничий рынок, где работорговцы приобретали взятых в ходе набегов на Русское государство и Речь Посполитую полоняников для вывоза морем в страны Востока.
В конце XV века, со времени утверждения в Крыму турок, Ялита уже значится среди селений, непосредственно принадлежащих турецкому султану. Тогда, вероятно, и закрепляется за южнобережным селением название Ялта в турецком произношении, хотя на итальянских и некоторых других картах того и более позднего времени название этого населённого пункта обозначено как Jalita. На французской карте Крымского полуострова 1737 года нанесён населённый пункт, который называется так же, как и сегодня.
Со временем под усиленным влиянием турок распространяются магометанство и татарский язык, постепенно заменяя исчезающий старый язык и веру среди части местного населения. Мусульманские и продолжающие существовать христианские традиции формировали особый образ жизни у местного населения. Мир неги, кейфа, житейского философствования и домашнего труда в беспечной простоте у татар сочетался с христианской любовью, трудолюбием и молитвенным просветлением у греков. Интересным было отношение к воде. Греки считали некоторые источники воды святыми и возводили над ними храмы (в Аутке и Массандре). Татары превращали источники у дорог в фонтаны, некоторые из них считали священными и ходили к ним на поклон. Владельцем южнобережных земель непосредственно являлся турецкий султан. Он получал подать с поселян, которая называлась ахча. Последним из султанов, кто получал ахча с южнобережных поселян, был Мустафа III — 26-й падишах Османской империи.
После выселения христианского населения Крыма в Приазовье, осуществлённого в 1778 году по распоряжению Российского правительства, и последовавшей вслед за вхождением Крыма в состав Российской империи массовой эмиграцией крымских татар Ялта практически обезлюдела и к концу XVIII века представляла собой маленькую рыбацкую деревню. В 1800 году, по свидетельству П. И. Сумарокова, было только «13 избушек чинов греческого Балаклавского батальона».

## XIX век
|                                    |                                            |                                     |                                                                 |  |  |
| Карло Боссоли: Вид Ялты. 1856 год. | Собор Св. Иоанна Златоуста в 1870-х годах. | Ялта. Вид c холма. Около 1873 года. | Возвращение Александра III с морской прогулки в Ялту, 1893 год. |  |  |

- Александр III с семьёй в Ливадии у дворца. 1894 год.
- Малый Ливадийский дворец до разрушения.
- Александровская гимназия в Ялте. XIX век.
- Ялтинская гавань, старый вид.

В 1823 году граф М. С. Воронцов, являясь генерал-губернатором Новороссийского края, в состав которого входил тогда весь ЮБК, раздал в Ялте 200 десятин земли с условием строительства на этой земле и разведения садов, виноградников. Район нуждался в некоем центре, и выбор пал на Ялту, несмотря на то, что это была на тот момент совсем крошечная деревня. Этот выбор диктовали характер местности, достаточное по тем временам количество пресной воды и удобная бухта. Позже на южном берегу новые хозяева земель возводили роскошные дворцы, виллы, особняки, закладывали промышленные сады и виноградники, великолепные парки, которые и сегодня украшают Южнобережье: Массандровский, Алупкинский, Гурзуфский, Ливадийский и другие.
В 1838 году было решено выделить южное побережье Крыма в отдельный уезд Таврической губернии и при выборе уездного центра власти остановились на Ялте. Поэтому в 1838 году был образован Ялтинский уезд, а Ялта получила статус города. Правда, новый город состоял всего из одной улицы — Елизаветинской (ныне улица Игнатенко) и насчитывал лишь 30 дворов и 130 жителей. Таким он оставался ещё достаточно долго. В конце 1830-х — начале 1840-х годов в нём была единственная улица. Рыбаки, мастеровые, ремесленники селились в лачугах на склонах Поликуровского холма. Образовались первые две слободки — Массандровская и Воронцовская. По описанию доктора медицины В. Н. Дмитриева Ялта в 1860-х годах позапрошлого столетия выглядела так: «На всем протяжении бухты, вплоть до речки Учан — Су, на которой жиденький деревянный мостик почти ежегодно сносился речонкой, — юлый берег с остатками разрушенной деревянной набережной. Кое-где из-за зелени выглядывает дачка — их счётом было пять — шесть, и это на всем протяжении между Дерекойской речкой и Учан-Су. Деревня Аутка была как следует деревней, куда вела из Ялты извилистая, непроезжая в дождливое время дорога через табачные и виноградные плантации».
Результаты не заставили себя ждать очень долго. Если в 1835 году к оторванной от остального мира Ялте можно было добраться только верхом по горным тропам, то уже в 1837 году построенная по приказу графа Воронцова гравийная дорога связала Ялту с Алуштой и Симферополем, а в 1848 году была построена дорога через Байдарские ворота на Севастополь. Ялта в то время ещё не имела морского порта. Мол, сооружённый в конце 1830-х годов, разрушил шторм. Пароходы останавливались на рейде и сообщались с берегом при помощи баркасов, подходивших к деревянной пристани — она стояла на якорях. Через несколько лет в Ялте был построен полноценный морской порт и причал, постепенно налаживалось морское сообщение.
Во время Крымской войны 1853—1856 годов местные жители не только радостно встречали российские войска в Крыму, но и всячески их поддерживали. Ялтинское дворянство пожертвовало в пользу войск, больных и раненых около 1100 рублей. Помогали продовольствием, одеждой, перевязочными и транспортными средствами. После окончания боевых действий в 1856 году в Ялте было всего 36 домов, годившихся для проживания и размещения в них общественных и военных учреждений, остальные пришли в полную негодность. Восстановление и возрождение Ялты происходило довольно быстро, чему в немалой степени способствовало очарование ялтинских ландшафтов, одинаково манящее как туристов, так и местных жителей.
С момента окончания войны город превращается в популярный курорт и быстро растёт. Одним из первых каменных сооружений города был собор Иоанна Златоуста, освящённый в 1837 году. Здание церкви было впоследствии разрушено в годы Великой Отечественной войны (восстановлена в конце XX века), до наших дней сохранилась изначальная колокольня — единственная постройка тех первых лет. Здесь, в нижней части Поликуровского холма, и на мысе Св. Иоанна, там, где сегодня находится морской вокзал, и зарождался будущий город.
- Ялтинская набережная в 1870-х годах.
- Деревня Дерекой, ныне район Ялты.
- Городской сад Ялты
- Ялта, пляж около яхт-клуба. Конец XIX столетия.

Крупных промышленных предприятий в Ялте не было, мелкие же удовлетворяли только нужды курорта. Развивались ремесла. К концу 1861 года здесь насчитывалось 47 ремесленников, в том числе хлебники, булочники, портные, сапожники и каменщики. В двух долинах, прилегавших к Ялте, росли фруктовые сады и виноградники. Жители арендовали у соседних помещиков землю под огороды и посадки табака.
Марк Твен, посетивший Ялту в 1867 году, так описывает в «Простаках за границей» курорт:
Деревушка Ялта гнездится внизу амфитеатра, который, отступая от моря, понемногу подымается и переходит в крутую горную гряду, и кажется, что деревушка эта тихо соскользнула сюда откуда-то сверху. В низине раскинулись парки и сады знати, в густой зелени то там, то тут вдруг сверкнёт, словно яркий цветок, какой-нибудь дворец. Очень красивое место.
Простой народ тогда жил в окраинных слободах и окрестных сёлах: Аутке, Дерекое, Ай-Василе. Вместе с тем, Ялта приобрела репутацию не только модного места летнего отдыха и развлечений богатых людей, но и здравницы, одной из лучших климатических станций Европы. На уникальные природные условия южного берега Крыма учёные обращали внимание ещё в конце XVIII века, однако только профессор С. П. Боткин и особенно, проживший в Ялте много лет доктор В. Н. Дмитриев, дали чёткие медицинские рекомендации и обоснования в связи с целебными свойствами здешнего климата. Именно по этим причинам были построены Ливадийский и Массандровский дворцы по приказу Александра III. Император много болел, поэтому в 1890-х годах месяцами жил в Ливадийском дворце, где и умер в 1894 году.
«Престижности» Ялты в глазах помещичьей и чиновничьей публики способствовало то, что, начиная с 1860-х годов, ближайший пригород Ялты — Ливадия становится летней резиденцией царской семьи. С появлением в 1873 году железной дороги, связавшей Крым с остальными частями России, в Ялте развернулся настоящий строительный бум — возводились дворцы, виллы, особняки, гостиницы, доходные дома, магазины. В том же году в Ялте было организовано «Товарищество для содействия и распространения удобств жизни в городе Ялта». Среди учредителей был князь С. М. Воронцов, адмирал Н. М. Чихачёв, инженер-полковник А. Е. Струве, предприниматель П. И. Губонин; личный капитал вложила императрица Мария Александровна. «Товарищество» рассчитывало в течение нескольких лет построить в городе гостиницу международного класса, посторить водопровод, газовое освещение, а также наладить экипажное сообщение по южному берегу Крыма. Начали со строительства первоклассной гостиницы «Россия», строилась она по проекту архитектора А. К. Винберга и была завершена к 1876 году.
Разворачивалось строительство и в частном порядке. В Кореизе появился дворец князя Юсупова, одного из богачей России, в Симеизе — графа Д. А. Милютина, Гурзуфом стал владеть тайный советник П. И. Губонин (где и будет похоронен), в Мисхоре была возведена дача Нарышкина «Софиевка», в Гаспре — «Романтическая Александрия» князя Голицына, Нижняя Ореанда приглянулась великому князю Константину Николаевичу
В 1881 году в память о российском императоре Александре II решили построить деревянную часовню. В Ялте собралась неотложная городская дума, на которой было решено в память его императорского величества государя императора Александра II Освободителя построить временную деревянную часовню. Для осуществления этой идеи создали комиссию, в которую вошли городской голова барон Андрей Львович Врангель, гласный думы надворный советник Николай Сергеевич Шамин, староста Иоанна-Златоустской церкви Иван Васильевич Дьяконов и архитектор Густав Фридрихович Шрейбер. Самым удобным и оживлённым местом для возведения часовни был признан берег моря, напротив начала Аутской улицы (нынешней улицы Краснова). Сбор пожертвований на её строительство объявлять не стали — нужные средства выделил из личного своего состояния городской голова барон Андрей Львович Врангель. А архитектор Густав Шрейбер отказался от гонорара. Деньги дали и депутаты городской думы. Имена тех, кто строил, кто давал деньги, кто занимался убранством сооружения, сохранились. В марте 1881 года был готов проект. Строение было выдержано в духе древнерусского северного рубленого зодчества с богато орнаментированными деревянными резными элементами, с шатровой крестовидной железной крышей. Вход в часовню был со стороны набережной, а с трёх других сторон стены прорезаны зарешеченными окнами в виде креста. Венчалась часовенка куполом-луковицей на невысоком барабане. 23 июля 1881 года здание часовни было завершено. Одновременно церковно-строительный комитет заказал и приобрёл ряд образов. Иконы выполнялись в специальных иконных мастерских России. Часть из них была преподнесена в дар. Лики святого благоверного князя Александра Невского, Христа Спасителя, Божией Матери, Святого Николая Чудотворца, Святого Пантелеймона Великомученика и Целителя украсили часовню. В 1932 году она была закрыта, а затем разобрана «за ненадобностью».
- Александровская часовня на набережной в XIX веке.
- Гостиница "Франция" на рубеже XIX и XX веков.
- Набережная Ялты, вид с юго-запада
- Вид на Ялту с восточной стороны

- Пляж у Александровского сквера.
- Вид на ялтинскую Городскую Думу и горный клуб.
- Городской сад Ялты
- Ялтинский мол сразу после постройки.

Вторая половина 1880-х годов внесла в развитие Ялты два грандиозных проекта, воплощение которых оказало непревзойдённое влияние на жизнь города и было непосредственно связано со вниманием высочайших особ. В 1886 году по указанию императора Александра III разрабатывается новый проект на строительство мощного каменного мола, способного противостоять напору грозным волнам Чёрного моря, и каботажной набережной.
Автором проекта стал главный инженер Новороссийских коммерческих портов, тайный советник М. А. Лишин. Первая очередь строительства завершилась в 1890 году, вторая завершилась в 1903 году под руководством известного российского археолога, инженер-генерал-майора А. Л. Бертье-Делагарда.
Строительство мола длиной 576 м обошлось казне в 1,5 млн рублей. Множество сильнейших штормов выдержало это сооружение более чем за столетие, получив лишь частичные повреждения. В 1908 году южную оконечность мола украсила сборная металлическая башня маяка, сохранившаяся до сих пор. Вторым грандиозным проектом 1880-х годов была обновлённая набережная Ялты. Изначально это была пыльная почтовая шоссейная дорога, по которой провозили и вывозили товары и продукты, перегоняли скот. На берегу брали песок и гравий для построек. Вдоль обновлённой набережной стали строиться гостиницы и другие здания.
В 1886 году в городе началось строительство канализации. В 1888—1898 годах построен новый водопровод.
В октябре 1894 года в Ливадии в Малом дворце умирает император Александр III. Церемония прощания с царём растянулась на несколько дней. Процессия с гробом покойного пешком прошла 27 октября из Ливадийского императорского имения в порт Ялты для дальнейшей перевозки на военном корабле в Севастополь.
К концу XIX века Ялта превратилась в достаточно известный курорт. В те годы и сложился тот облик Ялты, который долго сохранялся без существенных изменений. Главными улицами были: Набережная, Виноградная (ныне — Чехова), Аутская (Кирова), Почтовая (Свердлова), Бульварная (Рузвельта), Елизаветинская (Игнатенко), Екатерининская, Гимназическая (Войкова), Пушкинская. Основным строительным материалом в Ялте стал местный светло-серый известняк, достаточно прочный и декоративный. Он и сейчас придаёт старой Ялте, её домам и тщательно сложенным подпорным стенам своеобразный колорит.

## XX век
- Вид Ялты с западной стороны, начало XX века.
- Дворец Эмира Бухарского, начало XX века.
- Гостиница «Ореанда» в начале XX века
- Терраса гостиницы «Россия» в начале XX века

С 1900 года городскую жизнь начинает освещать первая газета «Ялтинский листок», через 25 лет после выхода в свет первого номер газеты «Крымский листок». Редакция и контора «Ялтинского листка» размещались на Набережной, в собственном доме Фании Карловны Татариновой — на даче «Джалита». Там же находилась контора типографии статского советника Н. В. Вахтина, где и печатался «Ялтинский листок». Подписная цена на газету тогда составляла 3 руб. в год. Газета в разное время выходила с разным количеством полос — от двух до шести, имела по современным меркам формат А-3 и состояла из официального раздела, содержавшего городские новости, судебную информацию, рассказ о международных событиях, объявления и неофициального — фельетоны, письма, рассказы, исторические сведения, анекдоты, реклама.
В 1904 году на 4 небольших фабрично-заводских предприятиях работало 55 рабочих, в 59 ремесленных — 620. В том же году сооружена электростанция (мощность её двигателей в 1910 году составляла 700 лошадиных сил). Ещё в 1870 году при Магарачском винном подвале начала работать энохимическая лаборатория. Под руководством известных виноделов А. П. Сербуленко, А. Е. Саломона, С. Ф. Охременко и М. А. Ховренко создавались эталоны высококачественных русских десертных вин. Накануне Первой мировой войны вступили в строй табачная фабрика, два известковых завода, три завода искусственных минеральных вод и льда. Транспортное обслуживание осуществляло агентство Русского общества пароходства и торговли. Местный флот состоял из двух небольших паровых катеров. Действовала почтово-телеграфная контора. Ежегодно в крупные земледельческие хозяйства Ялты и её окрестностей прибывало много батраков и сезонников. Так, в 1900 году в городе зарегистрировано 3610 пришлых рабочих.
Передовые врачи, учёные, писатели, общественные деятели немало делали, чтобы в Ялте могли поправлять здоровье трудящиеся, но пожертвования, частная, благотворительность оказывались буквально каплей в море. Так, ценой огромных усилий в 1903 году был создан за счёт благотворительности противотуберкулёзный санаторий «Яузлар» всего лишь на 45 мест. К 1915 году в городе работали платные курортные учреждения: 5 благотворительных санаториев на 169 коек, клиническая детская колония, приют на 24 места для больных туберкулёзом, 3 частных санатория, 14 гостиниц на 800 номеров, свыше 5 пансионов. В 1916 году открыт Ялтинский клинический туберкулёзный институт. В Ялте работал врач Ф. Т. Штангеев, автор капитального труда «Лечение лёгочной чахотки в Ялте», за которую ему была присуждена степень доктора медицины.
К началу XX века в Ялте и Ялтинском регионе имели дачи и дворцы многие представители российской знати, в том числе члены императорской фамилии и сами монархи. В мае 1893 года Ялта была изъята из черты еврейской оседлости. Частные владения окружали Ялту со всех сторон. Город получил возможность нормально развиваться лишь после того, как в его границы были включены так называемые заречные местности (правобережье р. Учан-Су), а в 1911 году и Верхняя Аутка. К 1913 году территория города простиралась от Ливадии до Массандры, а население превысило 30 тыс. человек. Город делился на три части: средняя — между речками Дерекой и Учан-Су — составляла так называемый «новый» город, справа был «старый» город, слева — Заречье с прилегающими к нему окраинами. Наиболее оживлённым, благоустроенным и привлекательным был «новый» город. Вслед за титулованными особами в Крым устремились разбогатевшие фабриканты и купцы. Они строили презентабельные гостиницы, дачи, санатории, пансионы, рестораны, дома отдыха.
- Гостиница «Мариино» на набережной. 1905 год.
- Пятиэтажная гостиница «Вилла Елена». Около 1915 года.
- Морской вокзал Ялты в начале 1930-х годах.
- Набережная Ялты в 1930-х годах.

В 1910 году в Ялте имелось 1842 жилых строения (в том числе 1430 каменных). Протяжённость улиц составляла 32 версты, из них мощёных 0,4 версты. Центр города освещался фонарями. На трёх улицах были посажены деревья.
Несмотря на то, что Ялта была городом-курортом, медицинское обслуживание населения оставалось на достаточно низком уровне. К началу ХХ столетия здесь располагались лишь Земский приёмный покой на 10 коек, городская амбулатория и земская городская больница на 30 коек (в 1914 году — 50), которые обслуживали не только Ялту, но и 7 ближайших населённых пунктов. В 1914 году здесь работали только 6 врачей, 4 фельдшера и 2 акушерки.
В 1912 году городские власти с целью получения дополнительных денежных средств на развитие Ялты заключают договор с Азовским банком и распространяют среди населения облигации 2,5 млн займа. На эти деньги планировалось построить дополнительные сооружения городского водопровода, здание городского курзала, ванное и купальное заведения, горноклиматическую станцию. Но планам не суждено было сбыться. В жизнь города вмешалась резко изменившаяся политическая ситуация — война, революция, снова война и перемена политического устройства.
В 1914 году в городе работали две гимназии (основаны в 1876 году), коммерческое училище (при нём — курсы бухгалтерии) и девять начальных учебных заведений, в том числе Аутская ремесленная школа (открыта в 1880 году). Работали двухгодичные высшие курсы садоводства и виноградарства. На всю Ялту имелись две читальни и четыре платных библиотеки, два клуба и народный дом, четыре кинематографа. Театр с залом на 450 зрителей открылся в июле 1896 года.
Основательно изменилось положение в Ялте после Февральской и Октябрьской революций и окончания гражданской войны. В ноябре 1920 года Крымский полуостров перешёл под контроль большевиков, а месяц спустя В. И. Ленин подписал в Москве декрет «Об использовании Крыма для лечения трудящихся». Прекрасные дворцы и особняки должны были перейти в руки народа, имение царя в Ливадии стало формально крестьянским санаторием, что получило особенно большой отклик. Вскоре началось строительство новых здравниц. Первенец ялтинского курорта санаторий «Долоссы», возведённый в 1928 году, был построен в живописном сосновом лесу неподалёку от ущелья Уч-Кош (ущелье трёх гор). Был разработан генеральный план реконструкции Южнобережья. Однако разруха после гражданской войны, нищета и плохое состояние бюджета СССР не дали воплотиться множеству планов. Дворцы долгие годы пребывали в запустении (особенно Массандровский и Юсуповский, которые были вычеркнуты из списка достопримечательностей). Иностранный туризм на долгое время исчез, благоустройством городов никто не занимался.
В 1920 году — во время Гражданской войны — после отступления Русской армии и занятия Крыма красными в Ялте большевики осуществляли массовые казни сдавшихся в плен белых офицеров и солдат, а также всех тех, кто не успел эвакуироваться и своим прошлым внушал сомнения в лояльности новой власти. По данным некоторых источников в Ялте и окрестностях в течение 1920 года было убито несколько десятков тысяч человек. В 1921 году город даже переименовали в Красноармейск, но в 1922 вернули прежнее название.
20 февраля 1921 года был объявлен первый официальный советский курортный сезон для прибывших больных. Во времена разрухи и нищеты, военного коммунизма и голода 1921-1923 года, особенно сильного в Крыму, Из Центральной России направили в санатории 600 пудов картофеля, 2 тысячи пудов мясных консервов, 3 тысячи пудов риса, 500 пудов сгущённого молока. В дополнение к основному питанию курорт получал местные фрукты, а теплоходом из Севастополя доставляли икру, сёмгу, балык, шоколад.
В 1925 году в бывшем царском имении Ливадия был открыт первый крестьянский санаторий, а у подножия Медведь-горы раскинул первые палатки пионерский лагерь Артек.
Газета «Всесоюзная здравница», ныне «Крымская газета» была основана 6 июля 1934 года как орган Ялтинского горкома ВКП(б) и Ялтинского городского совета народных депутатов.
К началу 1940-х годов в Ялте и районе действовало 108 санаториев и домов отдыха почти на 14 тысяч мест, где ежегодно лечились и отдыхали около 120 тысяч человек. С 1921 по 1941 годы на Южнобережье поправили своё здоровье и отдохнули 3,5 миллиона человек.
В августе 1941 была проведена депортация крымских немцев.
Широко известна трагедия 6 ноября 1941 теплохода «Армения». После выхода из Ялтинского порта он был атакован немецкой авиацией. При потоплении теплохода погибло по разным оценкам от 7 до 10 тысяч человек, спаслось лишь 8 человек. Данная трагедия стала одной из самых крупных морских катастроф в истории гибели морских судов.
8 ноября 1941 года советские органы и войска оставили город, оккупирован германскими войсками.
С начала ноября 1941 и до июля 1942 года продолжалась оборона Севастополя, во время которой Южный берег Крыма оставался по существу прифронтовой зоной. Когда началась Керченско-Феодосийская десантная операция, крымские партизаны (в их числе и Ялтинский отряд, командир Мошкарин Д. Г. после его гибели Кривошта Н. П.) старались помешать переброске нацистских войск на Керченский полуостров. Борьба не прекратилась и после того, как фронт отодвинулся далеко на восток. С момента оккупации Крыма, немецким войскам удалось разгромить подпольные организации, была расстреляна руководившая молодёжной группой Надя Лисанова, но к началу 1943 года в городе возникло новое широко разветвлённое подполье. Его возглавили бежавшие из плена офицеры Красной Армии Андрей Казанцев и Александр Гузенко. Подпольщики имели даже свою типографию, в которой печатали не только листовки, но и газету «Крымская правда», распространявшуюся во многих городах и районах Крыма. 7 ноября 1943 года бойцы подпольной группы Антона Мицко подняли над Ялтой красный флаг. В недрах подполья сформировался и 10-й Ялтинский отряд Южного соединения крымских партизан, который вместе с частями Красной Армии освобождал в апреле 1944-го саму Ялту.
В Ялте оккупантами было создано еврейское гетто, в которое согнали всё еврейское население города — 4500 человек. К 18 декабря 1941 все они были расстреляны в районе Массандры.
- Фотографии Ялты во время оккупации. Бундесархив.
- Фотографии Ялты во время оккупации. Бундесархив.
- Фотографии Ялты во время оккупации. Бундесархив.
- Фотографии Ялты во время оккупации. Бундесархив.

Стремительность наступления советских войск спасла от гибели многие ценнейшие сооружения, однако ущерб, причинённый за два с половиной года вражеской оккупации, был очень велик. Нацисты расстреляли и замучили тысячи ялтинцев. Сиял пробоинами ограждающий гавань мол, берег был опутан колючей проволокой, набережная ощетинилась дотами все время оккупации немцы ждали высадки советского морского десанта.
15 апреля 1944 года освобождён от гитлеровских германских войск советскими войсками Отдельной Приморской армии в ходе Крымской операции:
- 16-й ск (генерал-майор Провалов, Константин Иванович) в составе: 339-й сд (полковник Василенко, Гавриил Тарасович), 383-й сд (генерал-майор Горбачёв, Вениамин Яковлевич); части войск 227-й сд (полковник Преображенский, Георгий Николаевич) 11-го гв. ск (генерал-майор Рождественский, Серафим Евгеньевич); 128-й гсд (генерал-майор Колдубов, Михаил Ильич) 3-го гск (генерал-майор Шварев, Николай Александрович), её 323-й гвардейский стрелковый полк под командованием Наджабова Д. В. первым ворвался в город Ялту и очистил его от противника[23][24].
- 4-й воздушной армии в составе: 214-й шад (генерал-майор авиации Рубанов, Степан Ульянович), части войск 329-й иад (подполковник Осипов, Александр Алексеевич).
- В освобождении города участвовала 7-я бригада (Вихман, Леонид Абрамович) Южного соединения партизан Крыма в составе: 1-й партизанский отряд (Лаврентьев, Сергей Иванович), 8-й партизанский отряд (Алиев, Мемет Керим), 9-й партизанский отряд (Муратов, Рамазан Гасрарович), 10-й партизанский отряд (Крапивной, Иван Васильевич), 12-й партизанский отряд (Парамонов, Михаил Фёдорович).

Войскам, участвовавшим в освобождении Ялты, приказом Верховного Главнокомандующего И. В. Сталина от 16 апреля 1944 года объявлена благодарность и в столице СССР г. Москве дан салют 12-ю артиллерийскими залпами из 124 орудий.
Приказом Верховного Главнокомандующего И. В. Сталина в ознаменование одержанной победы части, отличившиеся в боях за освобождение города Ялта, получили наименование «Ялтинских»:, Приказом ВГК присвоено наименование Ялтинских:
- 323-й гвардейский горно-стрелковый полк (подполковник Наджабов, Джалил Бабирович),
- 8-й авиационный инженерный батальон (майор Мальцев, Василий Ильич),
- 896-й отдельный сапёрный батальон (майор Сергеев, Вадим Владимирович).[26]

С 4 по 11 февраля 1945 года в Ялте, в Ливадийском Дворце проходила Ялтинская конференция.
Несмотря на лишения и жертвы в годы войны, ялтинцы с первых дней освобождения полуострова приступили к возрождению разрушенного курорта. Уже к концу 1944 года на Южном берегу было восстановлено и открыто 30 здравниц на 8 тысяч мест. Свои двери распахнули стационары института им. Сеченова, санатории «Красное Знамя», имени Чехова, «Эриклик» и детский имени Боброва. Были подготовлены к открытию санатории «Сосновая роща» и «Форос». Полное возрождение довоенного уровня санаториев и домов отдыха в Крыму предполагалось к 1950 году.
19 февраля 1954 года Ялта вместе с Крымом формально перешла под юрисдикцию УССР.
В послевоенные годы город стремительно рос и развивался как курорт. Со второй половины 1950-х годов на ялтинском курорте активно развивается элитный отдых, складывается система государственных дач. На берегу моря в Нижней Ореанде строятся государственные дачи № 1 и № 2, где любили отдыхать руководители страны Н. С. Хрущёв, затем Л. И. Брежнев и др.
В 1960-е годы в состав Ялты были включены расположенные поблизости посёлки Ай-Василь, Аутка и Дерекой. Большинство спальных корпусов, лечебных баз, коммуникаций сегодняшних здравниц реконструировано или построено в последние десятилетия. Однако различные ведомственные структуры бывшего СССР, многие годы возводившие корпуса своих здравниц на побережье, нередко вели застройку беспорядочно и хаотично, мало заботясь об инфраструктуре. В 1960-е же годы было построено новое Южнобережное шоссе, сильно сократившее дорогу из Ялты в Алушту, Симферополь и Севастополь, с 1961 года было открыто троллейбусное сообщение с Симферополем. 1970-е — начало 1980-х годов внесли в развитие курорта не применявшееся прежде высотное строительство, возводятся новые многоэтажные корпуса здравниц, некоторые из них простояли недостроенными до начала XXI века. Характерной приметой 1970-х можно считать значительное развитие семейного отдыха, пионером в этом направлении был дом отдыха «Пограничник». Очень быстро название «Ялта» начало ассоциироваться не только с самой Ялтой но и с большинством деревень ЮБК, что и предопределило появление названия Большая Ялта. Во времена хрущёвской оттепели а также после неё Ялта стремительно превратилась в один из самых привилегированных курортов СССР, уступая по своей популярности только Сочи. Получить путёвку на ЮБК было крайне сложно и выдавали их наиболее заслуженным работникам культуры, высокопоставленным чиновникам, образцовым офицерам. В конце 1980-х годов курорт всесоюзного значения располагал 180 санаторно-курортными учреждениями, ежегодно на отдых и лечение в Ялту приезжало около двух миллионов человек.
Реконструированный морской порт стал принимать крупнотоннажные пассажирские суда, а грузовой порт летом 1986 года переместился вместе со своими мощными портовыми кранами за пределы города — к причалам Массандровской балки. На протяжении 35 км побережья Большой Ялты за эти годы проведены большие противооползневые и берегоукрепительные работы, в результате замедлился процесс разрушения берега и пляжей, появились новые пляжи.
Однако из всех санаторно-курортных учреждений Ялты только 31 на 13 тыс. мест принадлежали профсоюзам, остальные — различным ведомствам. Эти санатории размещались в прибрежной зоне за высокими заборами, их территории и пляжи были недоступны для других отдыхающих. Профсоюзные здравницы оказались практически изолированы от моря. Срабатывал авторитет таких ведомств, как Управление делами ЦК КПСС, 4-е Главное управление Минздрава СССР, Минобороны СССР, МВД СССР, КГБ СССР, Госкоминтурист СССР. Не только авторитет ведомств, но и парадоксальная ситуация, когда город-курорт, имея многократное превышение доходов над расходами в силу сложившейся системы распределения средств развития за счёт централизованной дотации, во многом зависел от ведомств-«меценатов», влияющих на развитие курорта. В конце 1980-х годов на Южном берегу в Форосе была выстроена последняя советская государственная дача «Заря», связанная с именем первого и последнего президента СССР М. С. Горбачёва.
13 апреля 1988 года город был награждён орденом Дружбы народов.
В марте 1988 года была открыта канатная дорога, ведущая на вершину горы Ай-Петри.
C развалом СССР Ялта в составе Автономной Республики Крым, попала в состав новообразованной Украины. Ялта вместе с Большой Ялтой одними из первых начали выбираться из разрухи и опустошения 1990-х годов. Уже к концу 1990-х там был развитый частный сектор. Множество частных коттеджей и квартир стали сдаваться отдыхающим. На окраинах города, а также на неосвоенных участках появилось множество домиков, построенных в частном порядке. Курорт стремительно набирал обороты. Уже в 1992 году как музей был восстановлен Массандровский дворец.

## XXI век
С начала 2000-х началась реконструкция почти всего побережья Ялты. Были созданы и реконструированы многие пляжи, сегодня принимающие тысячи человек. Дикие пляжи были облагорожены и приведены в соответствие со многими международными нормами. Массандровский пляж даже получил престижную премию «Голубой флаг». В 2003 году была окончена реставрация Ялтинской набережной, которая превратила её в торговую улицу а также в место массовых гуляний.
В 2010 году была возведена часовня на набережной Ялты, в том же месте где стояла часовня XIX века памяти Александра II. В 2017 году у Ливадийского дворца открыт памятник Александру III.
Ялта очень быстро приобрела серьёзную популярность среди жителей бывшего СССР. Долгое время отдых в Ялте был проще (из-за безвизовости) и в конечном счёте дешевле для граждан СНГ, а с начала-середины 2000-х стал также дешевле отдыха на российских курортах. К 2012 году большая часть отдыхающих во всей Большой Ялте — жители России. Привлекает россиян также и лечебная природа Ялты.
|                                                       |                                               |                                                            |                                                                                              |                                                             |
| Памятник жертвам депортации крымскотатарского народа. | Памятник на месте расстрела ялтинских евреев. | Лидеры антигитлеровской коалиции на Ялтинской конференции. | Памятник А. С. Пушкину на Пушкинской аллее, установленный бизнесменом Дмитрием Зусмановичем. | Памятник Александру III в Ливадии (установлен в 2017 году). |